# Neftchala
Neftchala ( azeri: Neftçala) é um dos cinquenta e nove rayones nos que subdivide politicamente a República do Azerbaijão. A cidade capital é a cidade de Neftçala.

## Território e População
Este rayon é possuidor uma superfície de 1 451,7 quilômetros quadrados, os quais são o lugar de uma população composta por umas 75 500 pessoas. Por onde, a densidade populacional se eleva a cifra dos cinquenta e dois habitantes por cada quilômetro quadrado deste rayon.

## Economia
O distrito é produtor e processador de petróleo, tem refinarias, e pode extrair-se sal marina. Além disso, há grandes propriedades leiterias e empresas de engenharia. A pesca, o cultivo de algodão, hortaliças e frutas aporta significativamente na economia.